# Karin Mölling
Karin Mölling, häufig als Moelling zitiert (* 7. April 1943 in Meldorf, Dithmarschen), ist eine deutsche Virologin, die sich insbesondere mit HIV befasst. Sie war unter anderem Professorin und Direktorin des Instituts für Medizinische Virologie an der Universität Zürich (1993–2008) und Forschungsgruppenleiterin am Max-Planck-Institut für molekulare Genetik in Berlin (1976–1993). Seit 2008 ist sie emeritiert.

## Leben
Mölling, Tochter eines HNO-Arztes, ging in Eutin auf das Gymnasium und studierte nach dem Abitur Physik und Mathematik an der Universität Kiel und der Universität Göttingen, mit dem Physik-Diplom 1968 in Kiel am Institut für Kernphysik. Danach wechselte sie das Forschungsgebiet und studierte von 1968 bis 1969 Biochemie und Molekularbiologie als Stipendiatin der Studienstiftung des deutschen Volkes an der University of California, Berkeley. Mölling wurde 1972 am Max-Planck-Institut für Virusforschung (bzw. Universität Tübingen) in Tübingen promoviert (Untersuchungen über den Replikationsmechanismus von RNS-Tumorviren). Danach hatte sie Tätigkeiten am Robert Koch-Institut in Berlin (1972 bis 1975), am Institut für Virologie der Universität Gießen und ab 1976 als Forschungsgruppenleiterin am Max-Planck-Institut für molekulare Genetik in Berlin, an dem sie bis 1993 blieb. 1983 wurde sie Professorin. 1977 habilitierte sie sich in Biophysik in Gießen (über Replikation von Retroviren). Von 1992 bis 1994 war sie Direktorin für Zell- und Molekularbiologie bei der US-Biotech-Firma Apollon Inc. (ein Spin-off von Centocor in Pennsylvania). Ab 1993 war sie Professorin für Virologie und Direktorin des Instituts für Medizinische Virologie der Universität Zürich. Außerdem war sie Leiterin der Virusdiagnostik am Universitätsspital in Zürich. 2008 wurde sie emeritiert; sie war 2008 bis 2010 Gastwissenschaftlerin an der Universität Zürich und am MPI für Molekulare Genetik in Berlin.

## Werk
Mölling forscht seit den 1980er Jahren an AIDS. Sie führte klinische Studien für Impfung mit HIV-DNA-Plasmiden durch (mit den Firmen Apollon und Centocor in Zürich) und entwickelte eine neuartige Aidstherapie, bei der an der Ribonuklease H des Virus angesetzt wird. Diese dient den Retroviren dazu, überflüssige RNA zu zerschneiden. Mölling entwickelte in ihrer Gruppe künstliche, ösenförmige DNA-Stücke (hairpin looped DNA), die an die virale RNA ankoppeln, noch bevor diese sich in die Zell-DNA transkribiert. Die gekoppelten DNA-RNA-Komplexe werden dann von der Ribonuklease zerschnitten. Erste Erfolge hatte sie damit 2007 im Mausmodell, wenn die künstlichen DNA-Stücke gleich nach Infektion gespritzt wurden.
Mölling entdeckte die Ribonuklease H (RNase H) als Bestandteil der Reversen Transkriptase in einem Retrovirus von Vögeln (Dissertation 1972).
Sie leistete auch bedeutende Forschung zu Onkogenen, isolierte das Krebsgen MYC und charakterisierte es als Transkriptionsfaktor. Außerdem fand sie mit Kollegen die einem um 1983 entdeckten Proto-Onkogen entsprechende Raf-Kinase, einen Botenstoff in Zellen. Sie fand, dass Raf nicht nur bei Zellwachstum, sondern auch zum Beispiel bei Differentiation von Zellen eine Rolle spielt, wobei für die unterschiedliche Wirkung die Wechselwirkung mit Protein Kinase B (Akt) eine Rolle spielt.

## COVID-19-Pandemie
Während der COVID-19-Pandemie ab 2020 äußerte sich Mölling in verschiedenen Medien zum neuartigen SARS-CoV-2-Virus und zur Pandemie wie auch zu ihrer Kritik an einigen Schutzmaßnahmen, unter anderem bei Radio Eins, in der Fernsehsendung „Phoenix Runde“, in der Neuen Zürcher Zeitung, in der SonntagsZeitung, bei NZZ Standpunkte und in Neues Deutschland, aber auch auf KenFM, einem Portal, das für die Verbreitung diverser Verschwörungstheorien bekannt ist. In mehreren Medien wurden ihre Äußerungen und Publikationen kritisch rezipiert, u. a. in der Wochenzeitung Die Zeit und auf dem Wissenschaftsportal Spektrum.de. In einem Interview mit der Neuen Zürcher Zeitung räumte sie im November 2020 ein, die COVID-19-Pandemie unterschätzt zu haben: «Ich habe viele Pandemien erlebt, aber was jetzt passiert, habe ich nicht für möglich gehalten», sagte die Expertin. Das Virus sei schneller und infektiöser als ursprünglich angenommen – zehnmal ansteckender als die Influenza. Das habe alle Vorstellungen gesprengt. «Die Pandemie ist uns entglitten.»

## Ehrungen
- 1981: Vincenz-Czerny-Preis für Onkologie
- 1982: Richtzenhain-Preis
- 1986: Core Grant Award der Mildred-Scheel-Stiftung
- 1986: Meyenburg-Preis
- 1987: Aronson-Preis
- 1992: Heinz-Ansmann-Preis
- 2007: SwissAward
- 2018: Bundesverdienstkreuz 1. Klasse[19] sowie den Verdienstorden des Landes Berlin[20]

## Mitgliedschaften
- EMBO (European Molecular Biology Organization)
- 2009/10: Fellow des Wissenschaftskollegs zu Berlin
- Seit 2005: Honorarprofessorin an der Charité
- Heisenberg-Kommission der DFG
- 1981 bis 1983: Heisenberg-Stipendiatin
- Beraterin bei Novartis in Fragen von HIV
- Mitherausgeberin der Zeitschrift Archives of Virology und des Intervirology Journal

## Privates

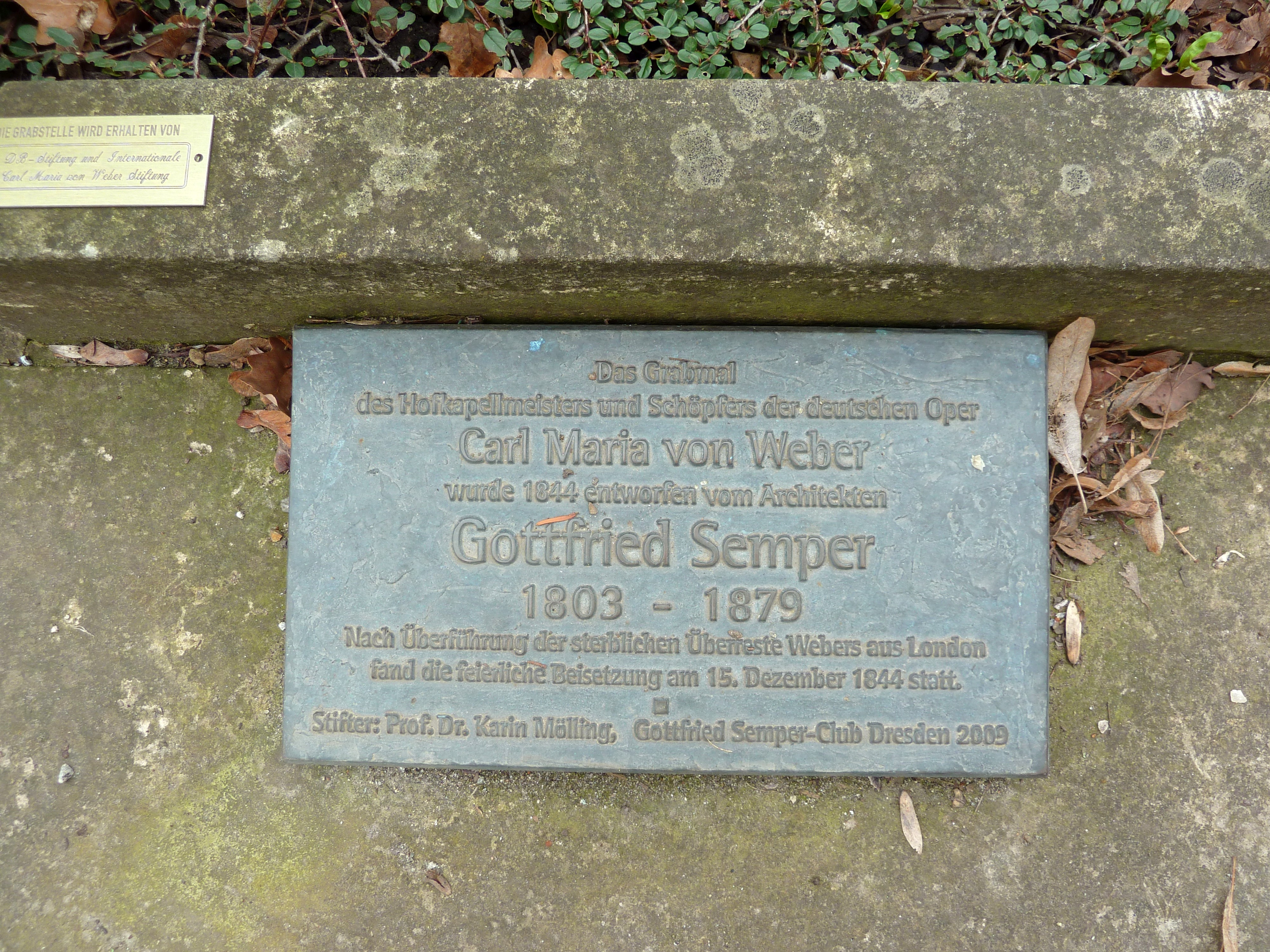
Von Karin Mölling gestiftete Plakette auf dem Alten Katholischen Friedhof Dresden

Mölling segelt und spielt Orgel (C-Prüfung als Organistin). Sie ist die Ururenkelin des deutschen Architekten Gottfried Semper, der unter anderem die Semperoper in Dresden und in der Schweiz das Hauptgebäude der ETH Zürich und die zur ETH gehörende Eidgenössische Sternwarte (nicht zu verwechseln mit der Zürcher Urania-Sternwarte), beide in Zürich, sowie das Stadthaus Winterthur erbaut hat.
Sie befasst sich intensiv mit ihrer Familiengeschichte und hat 2019 ein Buch dazu veröffentlicht.

## Schriften
Bücher:
- Das Aids-Virus. VCH, Weinheim 1988, ISBN 3-527-15379-9.
- Supermacht des Lebens – Reise in die erstaunliche Welt der Viren. C. H. Beck, München 2014, ISBN 978-3-406-66969-9.
- Auf den Spuren von Semper, Wagner und den anderen. Edition Braus, Berlin 2019, ISBN 978-3-862-28198-5.
- Viren – Supermacht des Lebens. C. H. Beck, München 2020, ISBN 978-3-406-76029-7.

Audio-CD:
- Karin Mölling erzählt: Das Leben der Viren. Konzeption/Regie: Klaus Sander. Supposé, Berlin 2009, ISBN 978-3-932513-90-9.[21]